# SMS S 16
SMS S 16 – niemiecki niszczyciel z okresu I wojny światowej, czwarta jednostka typu S 13. Okręt zatonął na minie na Morzu Północnym 20 stycznia 1918 roku .